# Garnizon (Polska)
Garnizon – jednostka administracji terytorialnej w Siłach Zbrojnych Rzeczypospolitej Polskiej. Na dzień 1 czerwca 2012 w Polsce funkcjonowały 104 garnizony. 5 września 2022 r. było ich 106.

## Funkcje garnizonu
Garnizonem dowodzi dowódca garnizonu. Reguluje on wszystkie sprawy związane z działalnością wojska na jego terenie. Funkcja ta polega głównie na utrzymywaniu kontaktów z władzami cywilnymi miasta, wzajemnym informowaniu się o planowanych działaniach. Dotyczy to działań, które mogą mieć istotny wpływ na funkcjonowanie zarówno wojska (zmiany przestrzenne, np. budowa nowych dróg i budynków), jak i samego miasta (np. przemarsz pododdziałów głównymi traktami komunikacyjnymi, ćwiczenia bojowe w pobliżu zabudowań mieszkalnych itp.). Wszelkie tego typu zdarzenia muszą być wcześniej oznajmiane i uzgadniane.

### Funkcja administracyjna
W skład jednostek garnizonowych wchodzą również inne integralne instytucje, pracujące na potrzeby wojska. Ich zadaniem jest zarządzanie i pomaganie w utrzymaniu wszystkich środków będących własnością wojskową np. pralnia garnizonowa czy kasyno wojskowe. Rolę administracyjną pełnią również zwierzchnicy garnizonu.

### Funkcja organizacyjno-logistyczna
Dowódca garnizonu określa miejsce stacjonowania danej jednostki. Dodatkowo ustala się granice do których wolno się poruszać żołnierzom. Dotyczy to zarówno miejsca stałego pobytu jednostek jak i w czasie ćwiczeń na poligonie. Funkcja określa również zadania na czas wojny. Po wyjściu jednostek na wojnę zabezpiecza się opiekę nad koszarami i rodzinami żołnierzy – tego rodzaju zadania należą do obowiązków specjalnych struktur.

## Dowództwo garnizonu
W 1970
- dowódca garnizonu
- zastępca dowódcy garnizonu ds. politycznych
- zastępca dowódcy garnizonu
- pomocnicy dowódcy garnizonu
- komendant garnizonu

? 
- dowódca garnizonu
- zastępca dowódcy garnizonu ds. logistyki
- komendant garnizonu
- lekarz dyżurny garnizonu
- szef łączności garnizonu
- inspektor ochrony przeciwpożarowej garnizonu
- inni funkcyjni w zależności od specyfiki garnizonu
- służba garnizonowa

## Służba garnizonowa
W 1970
- oficer inspekcyjny garnizonu
- pomocnik oficera inspekcyjnego garnizonu
- lekarz dyżurny garnizonu
- warty garnizonowe
- pododdział alarmowy garnizonu
- patrole garnizonowe

## Lista garnizonów w Polsce
- Bartoszyce
- Biała Podlaska
- Białystok
- Bielsko-Biała
- Bolesławiec
- Braniewo
- Brodnica
- Brzeg
- Bydgoszcz
- Bytom
- Chełm
- Chełmno
- Chojnice
- Choszczno
- Ciechanów
- Czarne
- Darłowo
- Dęblin
- Drawno
- Drawsko Pomorskie
- Dziwnów
- Elbląg
- Gdańsk
- Gdynia
- Giżycko
- Gliwice
- Głogów
- Gołdap
- Grójec
- Grudziądz
- Hrubieszów
- Inowrocław
- Jarocin
- Jarosław
- Kielce
- Kłodzko
- Kołobrzeg
- Koszalin
- Kraków
- Kraśnik
- Krosno Odrzańskie
- Kutno
- Legionowo
- Leszno
- Lębork
- Lidzbark Warmiński
- Lipowiec
- Lublin
- Lubliniec
- Łask
- Łęczyca
- Łomża
- Łódź
- Malbork
- Międzyrzecz
- Mińsk Mazowiecki
- Mirosławiec
- Morąg
- Mosty
- Mrzeżyno
- Nisko
- Nowa Dęba
- Nowy Dwór Mazowieck
- Oleśnica
- Olsztyn
- Opole
- Orzysz
- Osowiec
- Ostróda
- Ostrów Mazowiecka
- Oświęcim
- Piła
- Powidz
- Poznań
- Pruszcz Gdański
- Przasnysz
- Przemyśl
- Radom
- Rzeszów
- Sandomierz
- Siedlce
- Siemirowice
- Sieradz
- Skwierzyna
- Słupsk
- Sochaczew
- Stargard
- Sulechów
- Suwałki
- Szczecin
- Śrem
- Świdwin
- Świętoszów
- Świnoujście
- Tarnowskie Góry
- Tczew
- Tomaszów Mazowiecki
- Toruń
- Trzebiatów
- Ustka
- Wałcz
- Warszawa
- Wejherowo
- Wesoła
- Wędrzyn
- Węgorzewo
- Władysławowo
- Wrocław
- Zakopane
- Zamość
- Zegrze
- Zielona Góra
- Złocieniec
- Żagań